# Josh Caygill

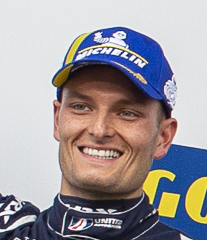
Josh Caygill beim 4-Stunden-Rennen von Portimão 2022

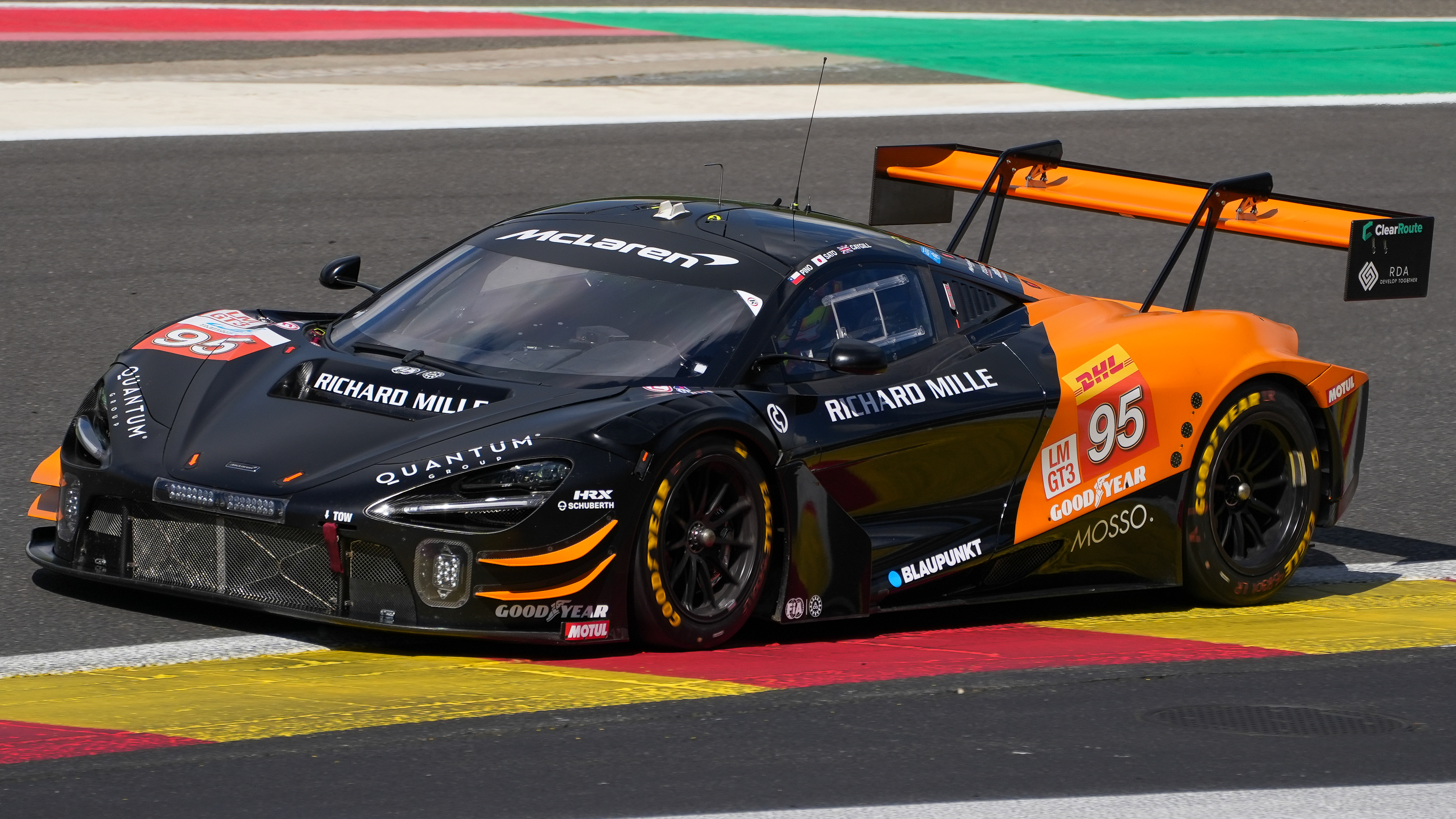
Caygill 2024 beim 6-Stunden-Rennen von Spa-Francorchamps

Joshua „Josh“ Caygill (* 22. Juni 1989 in Dewsbury) ist ein britischer Automobilrennfahrer und ehemaliger Motorradrennfahrer. Er fährt für United Autosports in der FIA-Langstrecken-Weltmeisterschaft.

## Karriere
Caygill begann seine Karriere im Motorsport mit der Teilnahme an verschiedenen Motocross-Rennen Anfang der 2000er-Jahre. Er blieb für 12 Jahre im Motorradsport und fuhr zwei Saisons im British Supersport Championship.
Er entschied sich daraufhin 2013 in den Automobilsport zu wechseln und startete im VW Racing Cup. Im Folgejahr startete er im 24-Stunden-Rennen von Dubai und konnte sich den zweiten Platz in seiner Klasse sichern. In den Folgejahren war er in verschiedenen Rennserien wie dem British Touring Car Championship aktiv.
2022 startete er für United Autosports in der European Le Mans Series. Für das gleiche Team fährt er seit 2024 in der FIA-Langstrecken-Weltmeisterschaft.

## Statistik

### Einzelergebnisse in der FIA-Langstrecken-Weltmeisterschaft
| Saison | Team              | Rennwagen            | 1   | 2   | 3   | 4   | 5   | 6   | 7   | 8   |
| ------ | ----------------- | -------------------- | --- | --- | --- | --- | --- | --- | --- | --- |
| 2024   | United Autosports | McLaren 720S GT3 Evo | KAT | IMO | SPA | LEM | SAO | AUS | FUJ | BAH |
| 2024   | United Autosports | McLaren 720S GT3 Evo | 28  | 23  | DNF |     |     |     | 29  | 22  |